# La Fregeneda
La Fregeneda és un municipi de la província de Salamanca a la comunitat autònoma de Castella i Lleó. Limita amb Hinojosa de Duero i Sobradillo a l'Est i amb Portugal al Sud, a l'Oest i al Nord.

## Demografia
| 1991 | 1996 | 2001 | 2004 |
| ---- | ---- | ---- | ---- |
| 165  | 165  | 145  | 120  |